# Велька Чауша
Велька Чауша (словац. Veľká Čausa) — село, громада округу Пр'євідза, Тренчинський край. Кадастрова площа громади — 7.81 км².
Населення 499 осіб (станом на 31 грудня 2020 року).

## Історія
Велька Чауша згадується 1358 року.

## Географія
Протікає Чаусянський потік.

## Населення
| Рік:            | 1994. | 2004.   | 2014.   | 2024.    |
| --------------- | ----- | ------- | ------- | -------- |
| Кількість осіб: | 419   | 440     | 480     | 546      |
| Різниця:        |       | +5,01 % | +9,09 % | +13,75 % |

| Рік:            | 2023. | 2024.   |
| --------------- | ----- | ------- |
| Кількість осіб: | 542   | 546     |
| Різниця:        |       | +0,73 % |